# Litoranea Salentina
La Litoranea Salentina è un importante collegamento viario che unisce Lama (frazione di Taranto) e Leuca (frazione di Castrignano del Capo) costeggiando il Mar Jonio.

## Caratteristiche
Lungo i suoi 147,4 km di percorrenza sono visibili numerose insenature dalla strada, visto che la litoranea costeggia le più belle e importanti spiagge del lato orientale della provincia di Taranto e della parte ionica della Provincia di Lecce, trovandosi a poche decine di metri dal mare.
La prima parte, che collega Lama a Marina di Leporano, è definita Litoranea Salentina Nord con i suoi 5,3 km. La restante parte, invece, è la Litoranea Salentina vera e propria. Nei suoi 87,9 km da Saturo, località di notevole interesse storico sita nella Marina di Leporano ove si trova una vecchia torre, a Gallipoli, attraversa diverse località caratterizzate da turismo prevalentemente balneare ma anche storico.
Proseguendo verso sud, dopo la già citata Marina di Leporano (con le sue Gandoli e Saturo), la Litoranea Salentina attraversa la Marina di Pulsano, ricchissima di spiagge e di zone ad alto interesse storico. Spiagge famose in questa zona sono Luogovivo (detta anche "Baia del Pescatore") con la sua insenatura sotto il livello della strada, sovrastata da una rotonda, La Fontana, Le Canne, Montedarena, Costa Azzurra, Terrarossa e Lido Silvana, dove vi sono una torre antisaracena cinquecentesca (Torre Castelluccia) e dei resti di un villaggio preistorico: quest'ultima e il suo bosco sono stati devastati nell'estate del 2001 da un grandissimo incendio. Prima di tale avvenimento, rilevato per la sua importanza dalle cronache nazionali, Lido Silvana era una delle località a maggiore vocazione turistica della Puglia e del sud Italia, attirando con il suo campeggio un'enorme quantità di turisti italiani e stranieri.
Proseguendo, la Litoranea Salentina incontra l'isola amministrativa del comune di Taranto, stanziata tra la Marina di Pulsano e la Marina di Lizzano; un'importante località in questa zona è Lido Torretta. Qui, come nella successiva Marina di Lizzano, sono presenti spiagge immense e la SP122 scorre tra esse ed enormi dune di sabbia e macchia mediterranea. Nella Marina di Lizzano un'importante località è Bagnara, detta "Il Canale".
Dopo la Marina di Lizzano vi sono Torre Ovo, frazione di Torricella, e Campomarino di Maruggio, importante località turistica dotata di un importante porticciolo turistico. Poi la Litoranea Salentina attraversa San Pietro in Bevagna, dove vi è un ponte sul fiume Chidro, e Torre Colimena, frazioni di Manduria.
Successivamente, entrati in provincia di Lecce, si incontrano Punta Prosciutto e Torre Lapillo e successivamente il loro capoluogo comunale Porto Cesareo. La Litoranea Salentina attraversa quindi la marina di Nardò, dove sorge un sito naturalistico di rilevante importanza, Porto Selvaggio. Inoltre, sempre nella zona di Nardò, attraversa Sant'Isidoro, Santa Caterina e Santa Maria al Bagno e successivamente, dopo aver attraversato la marina di Galatone e un piccolo tratto di costa afferente Sannicola, trova Gallipoli.
Prima di concludersi a Leuca, la litoranea tocca Mancaversa (Taviano), Torre Suda (Racale), Torre San Giovanni (Ugento), Pescoluse (Salve), Torre Vado (Morciano di Leuca) e San Gregorio (Patù).
Se, procedendo verso sud, alla sua destra vi sono rinomate spiagge, alla sua sinistra sorgono i comuni a cui i territori sui quali giace appartengono e altri comuni limitrofi: Taranto, Leporano, Pulsano, Lizzano, Torricella, Maruggio, Manduria, Avetrana, Veglie, Leverano, Copertino, Nardò, Galatone, Sannicola, Taviano, Racale, Alliste, Ugento, Acquarica del Capo, Presicce, Salve, Morciano di Leuca, Patù e Castrignano del Capo oltre alle attraversate Porto Cesareo e Gallipoli.
La Litoranea Salentina costeggia anche 3 boschi: quello di Lido Silvana, nella zona marina di Pulsano, quello di San Pietro in Bevagna e quello di Porto Selvaggio a Nardò. Alla sera, durante l'estate, la gente si riunisce presso numerosi locali prevalentemente presenti a Marina di Leporano, Marina di Pulsano, Torre Ovo, Campomarino di Maruggio, Porto Cesareo, Gallipoli e Leuca.
D'inverno, invece, la Litoranea Salentina è quasi totalmente disabitata, vista la mancanza dei fattori che d'estate la rendono "viva": restano inutilizzate, infatti, le sue spiagge e le numerose ville presenti nelle zone attraversate, luogo di villeggiatura per abitanti dei paesi vicini o per turisti provenienti da diverse zone, italiane ed estere (ad eccezione dei comuni posti su di essa: Porto Cesareo e Gallipoli). Viaggiando lungo la Litoranea Salentina si possono inoltre ammirare alcune delle torri anti-saracene fatte edificare dagli spagnoli nel '500 in tutto il Salento e che ne sono simbolo: esempi sono le già citate torri di Saturo a Marina di Leporano e Torre Castelluccia a Marina di Pulsano, Torre Ovo nel comune di Torricella, Torre Moline in quello di Maruggio.
Al termine dei lavori della nuova strada regionale 8 che collegherà Talsano ad Avetrana (superstrada da Talsano a Pulsano Est, strada ad una carreggiata sino ad Avetrana), la litoranea diventerà pedo-ciclabile per un tratto di 39 km.

## Percorso
Le entrate/uscite principali sono:
| Strada provinciale 100/122 Litoranea Salentina |                                                         |       |       |           |
| Tipologia                                      | Indicazione                                             | ↓km↓  | ↑km↑  | Provincia |
|                                                | Lama, Talsano                                           | 3,2   | 146,0 | TA        |
|                                                | Leporano                                                | 5,3   | 142,1 | TA        |
|                                                | Leporano                                                | 8,9   | 138,5 | TA        |
|                                                | Pulsano                                                 | 13,2  | 134,2 | TA        |
|                                                | Pulsano, Lizzano                                        | 16,5  | 130,9 | TA        |
|                                                | Lizzano                                                 | 19,8  | 127,6 | TA        |
|                                                | Lizzano, Torricella, Monacizzo                          | 24,2  | 123,2 | TA        |
|                                                | Torricella, Maruggio                                    | 25,5  | 121,9 | TA        |
|                                                | Maruggio                                                | 31,0  | 116,4 | TA        |
|                                                | Manduria                                                | 40,1  | 107,3 | TA        |
|                                                | Avetrana                                                | 46,4  | 101,0 | TA        |
|                                                | San Pancrazio Salentino (provincia di Brindisi), Veglie | 56,0  | 91,4  | LE        |
|                                                | Veglie                                                  | 60,6  | 86,8  | LE        |
|                                                | Leverano                                                | 61,1  | 86,3  | LE        |
|                                                | Copertino, Leverano                                     | 66,6  | 80,8  | LE        |
|                                                | Nardò                                                   | 76,8  | 70,6  | LE        |
|                                                | Galatone, Nardò                                         | 78,5  | 68,9  | LE        |
|                                                | Sannicola                                               | 83,0  | 64,4  | LE        |
|                                                | Sannicola                                               | 93,2  | 54,2  | LE        |
|                                                | Alezio                                                  | 94,6  | 52,8  | LE        |
|                                                | Matino, Alezio                                          | 101,3 | 46,1  | LE        |
|                                                | Taviano                                                 | 105,4 | 42,0  | LE        |
|                                                | Taviano                                                 | 106,5 | 40,9  | LE        |
|                                                | Racale                                                  | 107,9 | 39,5  | LE        |
|                                                | Alliste                                                 | 109,8 | 37,6  | LE        |
|                                                | Ugento, Felline, Alliste                                | 118,8 | 28,6  | LE        |
|                                                | Presicce                                                | 126,0 | 21,4  | LE        |
|                                                | Salve                                                   | 132,0 | 15,4  | LE        |
|                                                | Morciano di Leuca                                       | 134,2 | 13,2  | LE        |
|                                                | Patù                                                    | 138,3 | 9,1   | LE        |
|                                                | Castrignano del Capo                                    | 147,4 | 0,0   | LE        |

## Galleria d'immagini

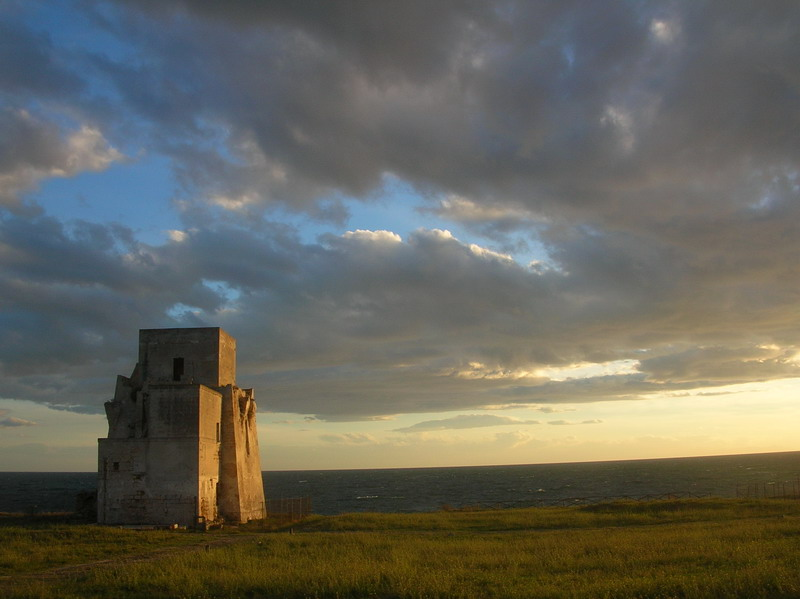
Leporano Saturo
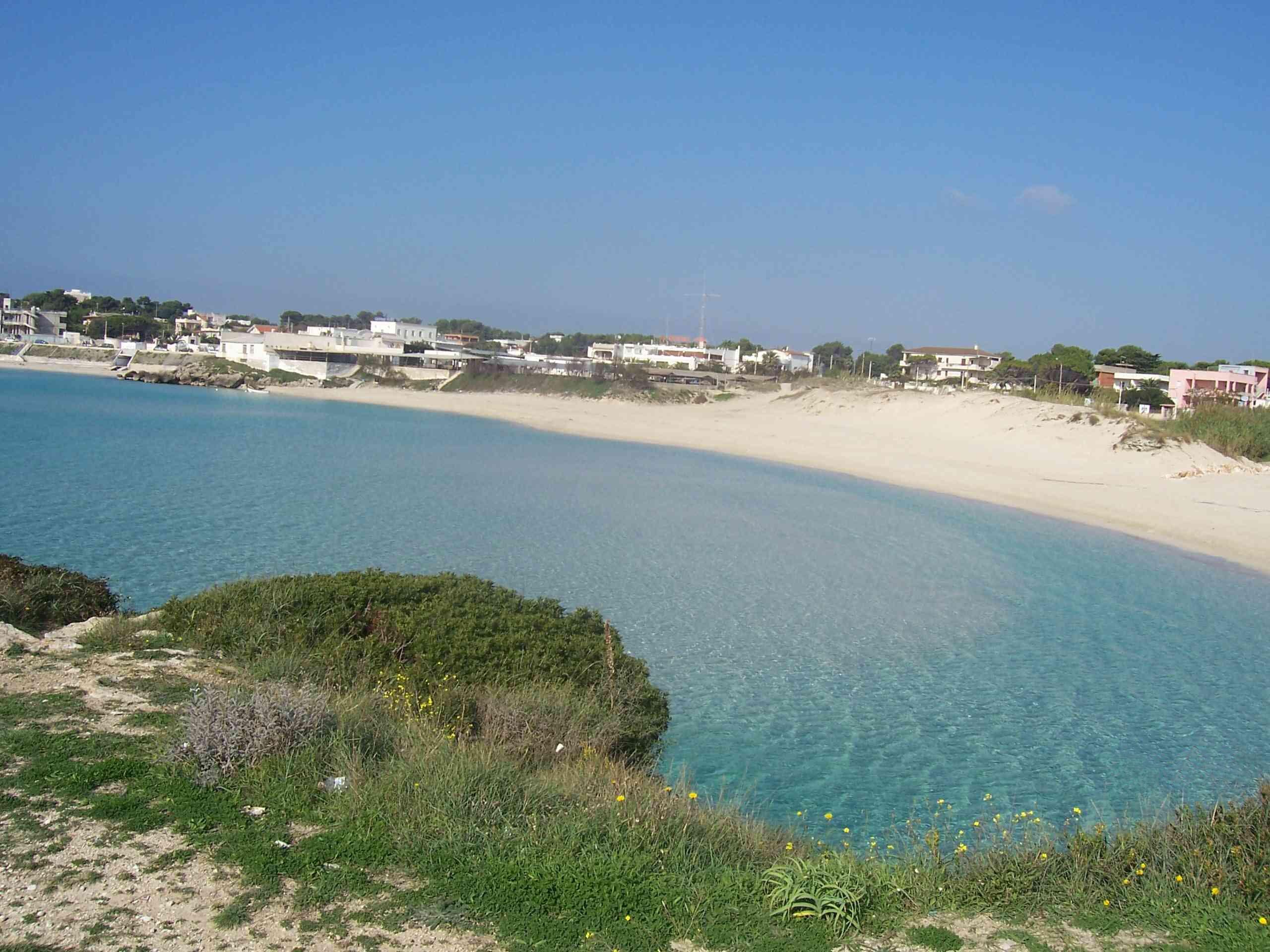
Pulsano Le Canne
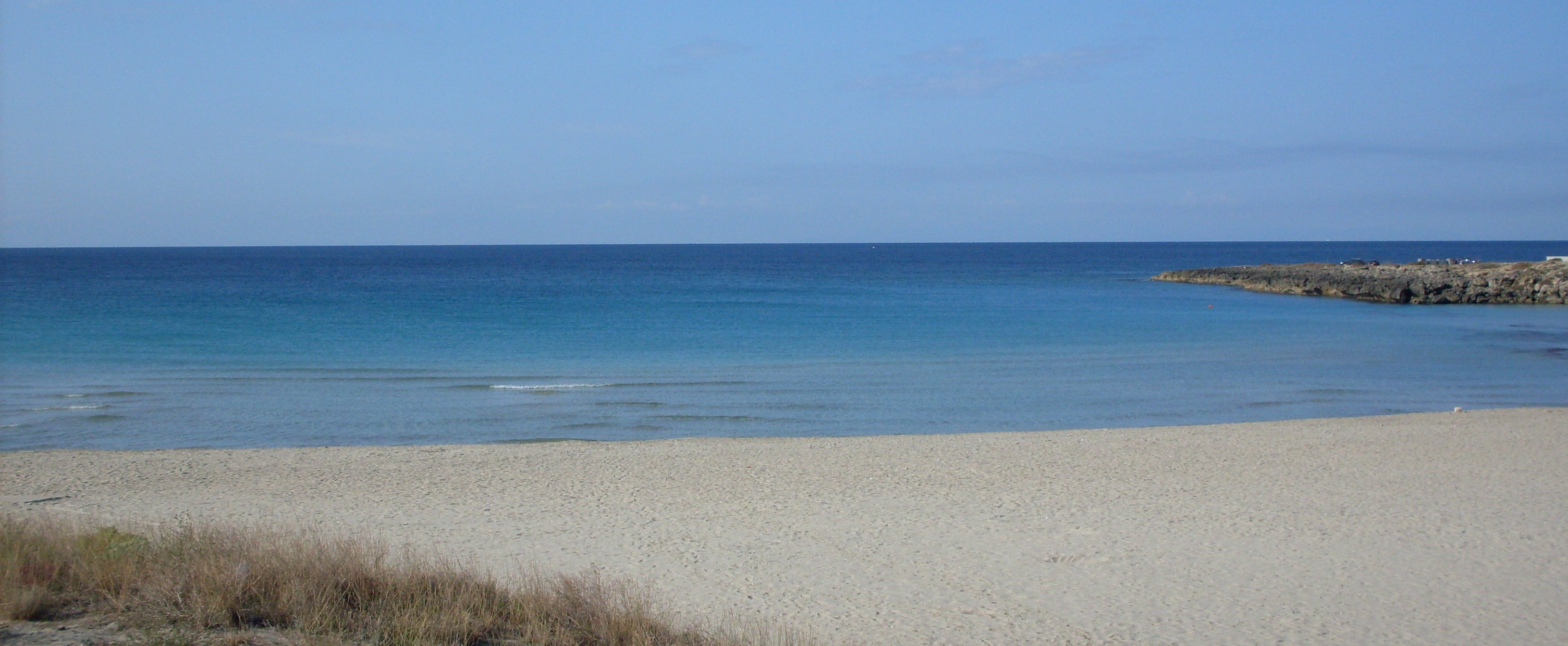
Pulsano Montedarena
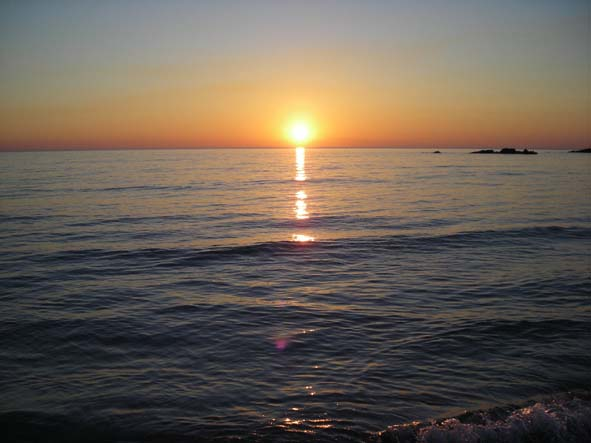
Pulsano Lido Silvana
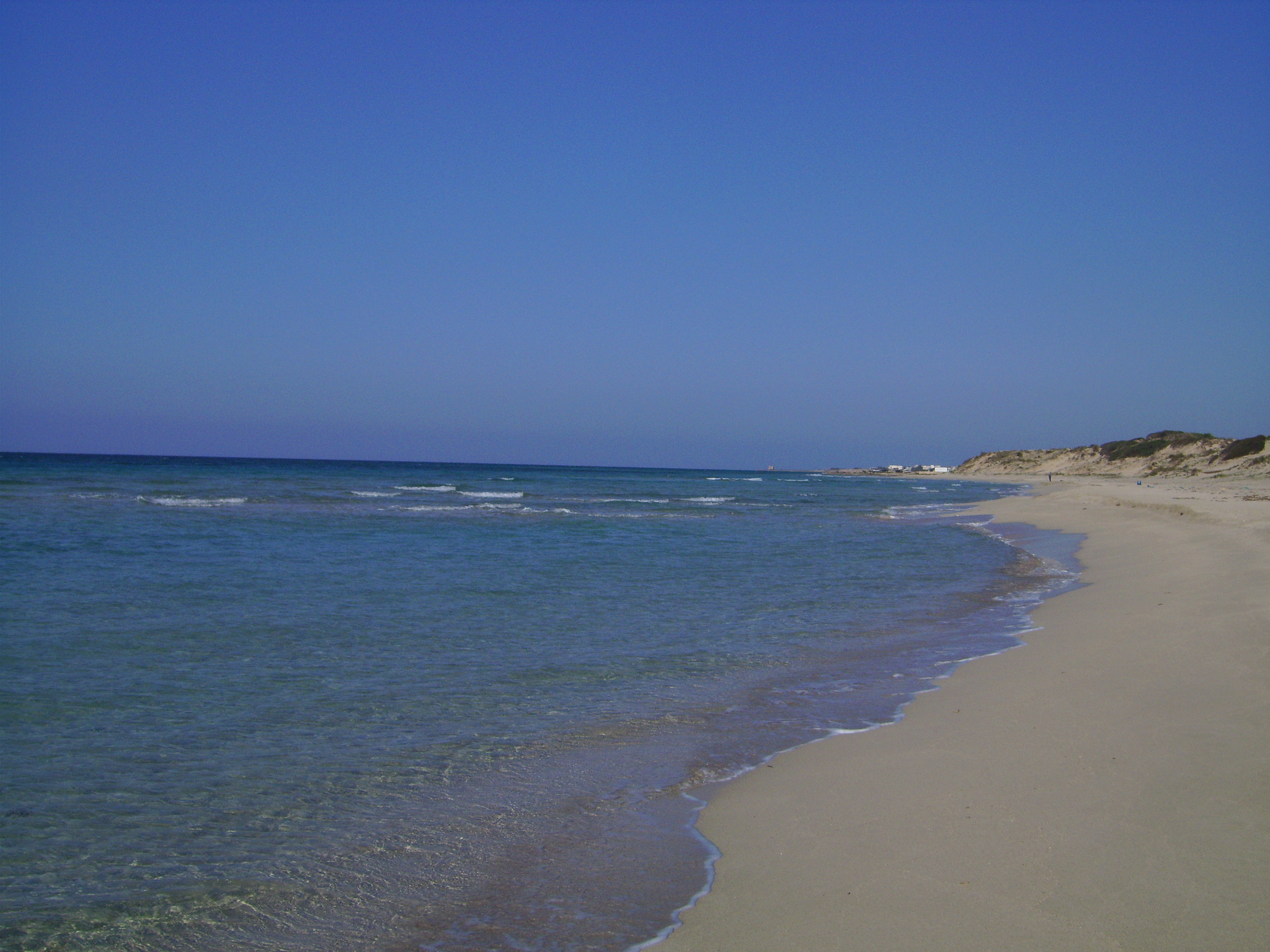
Lizzano Bagnara
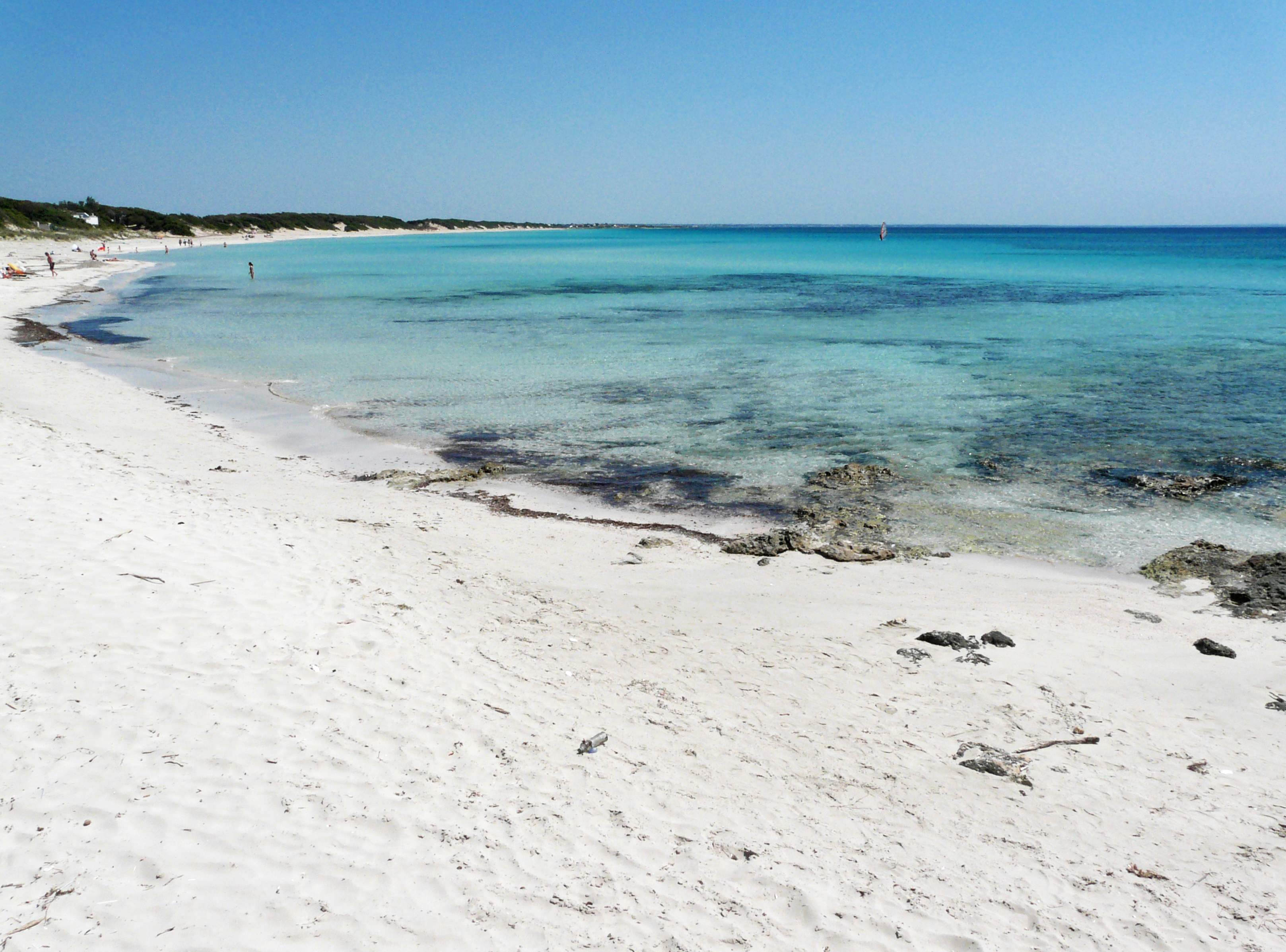
Porto Cesareo Punta Prosciutto
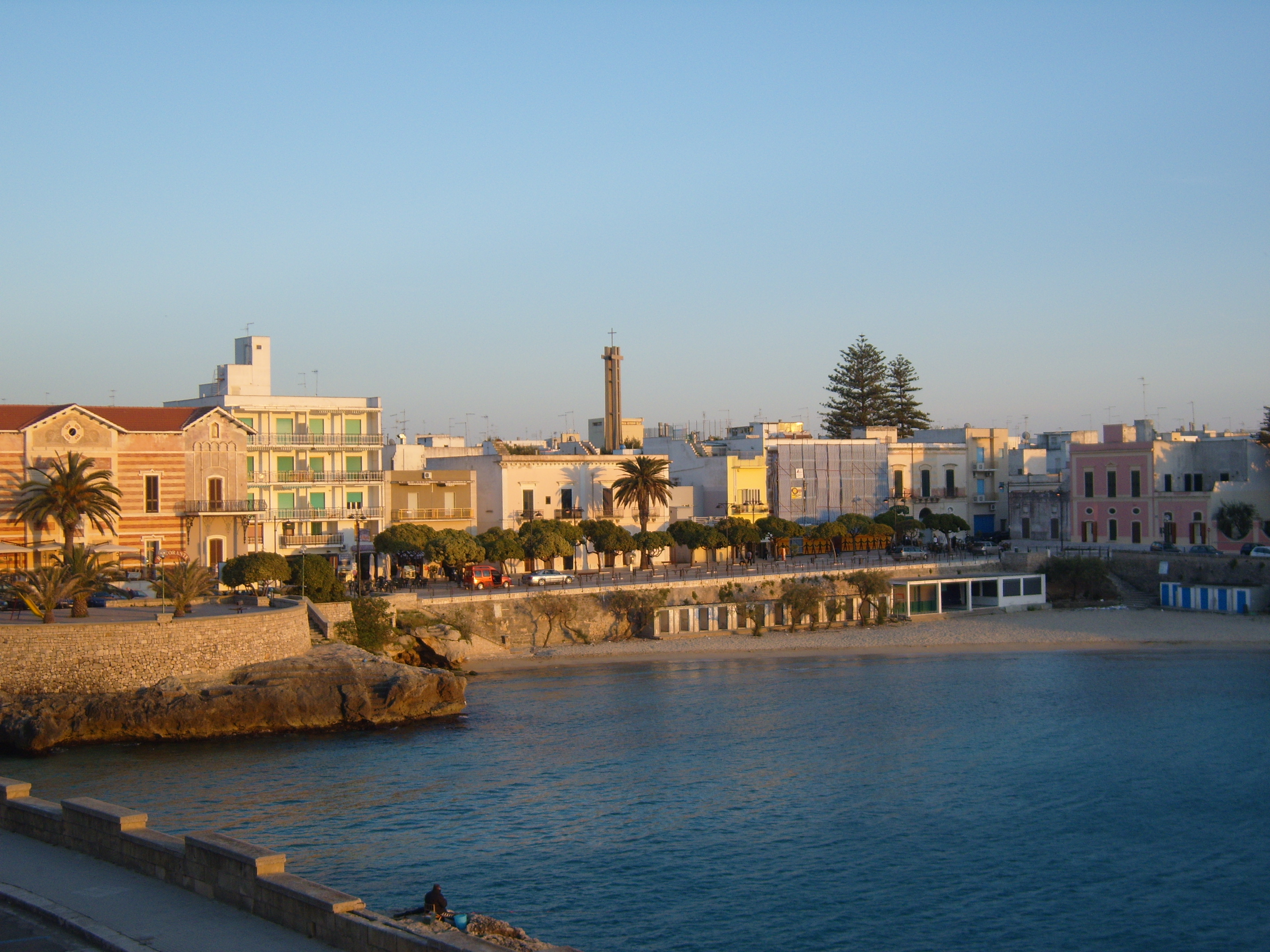
Nardò Santa Maria al Bagno
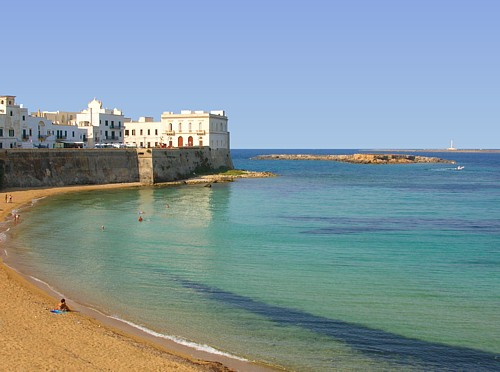
Gallipoli
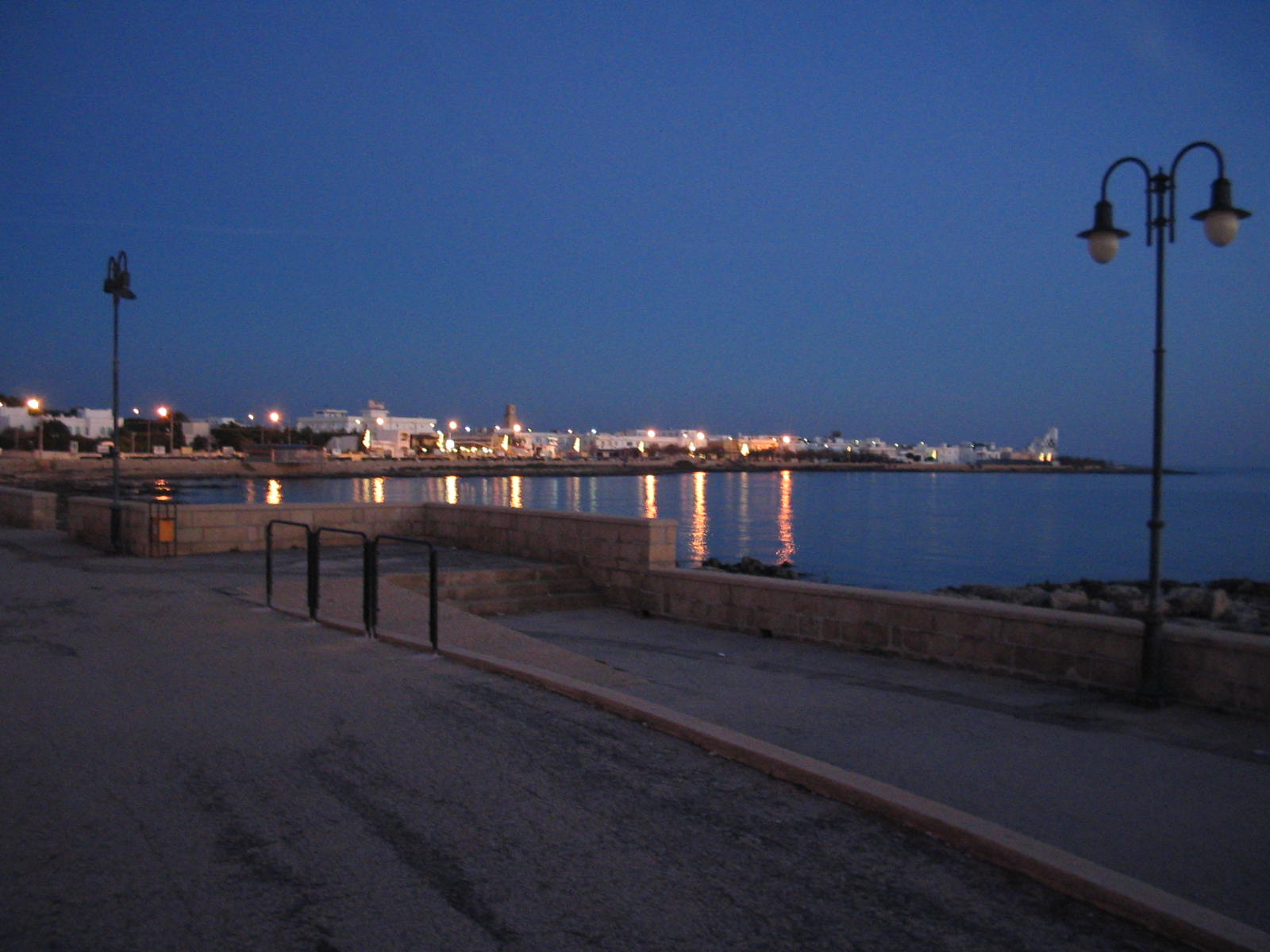
Ugento Torre San Giovanni
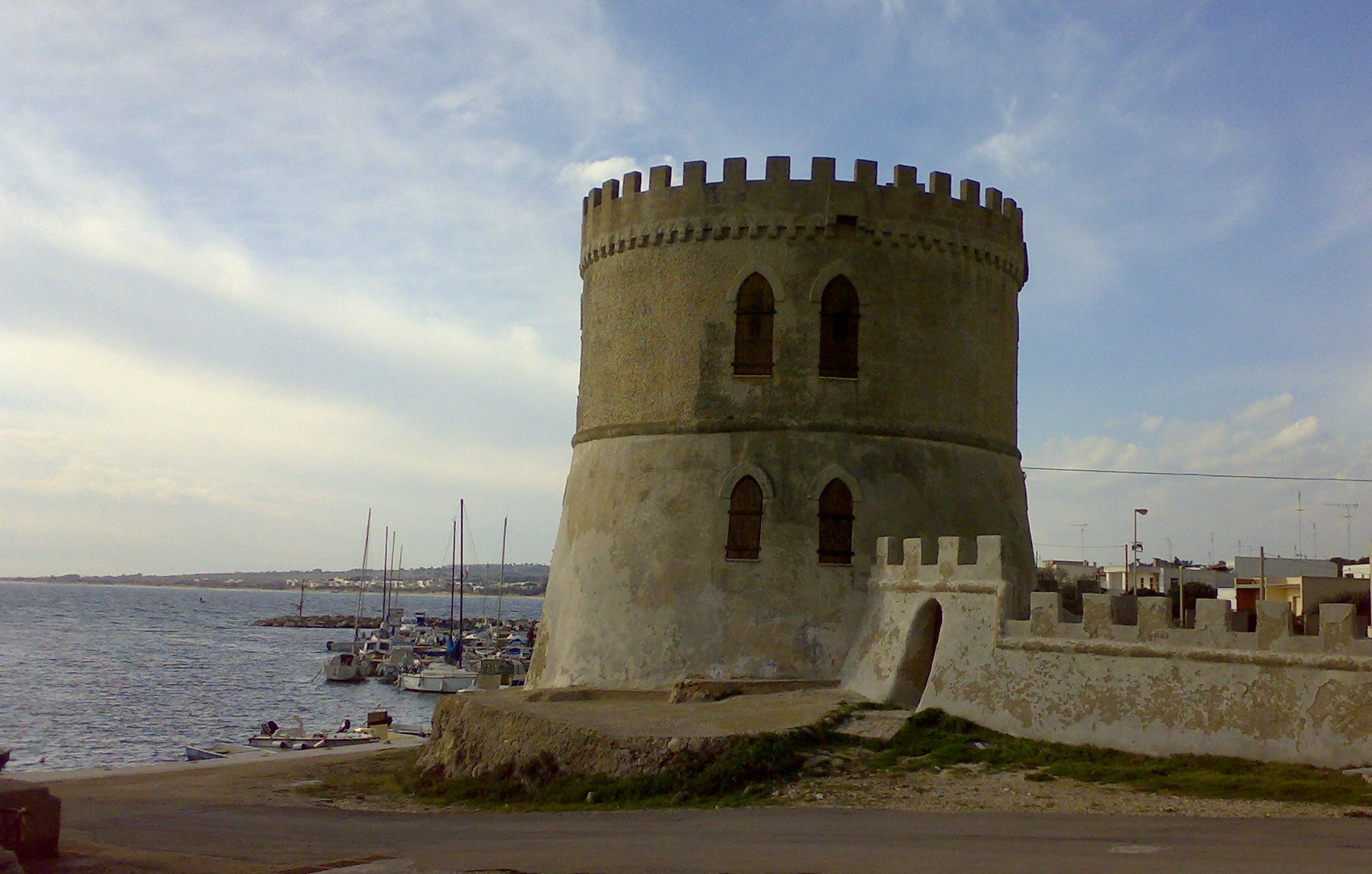
Morciano di Leuca Torre Vado
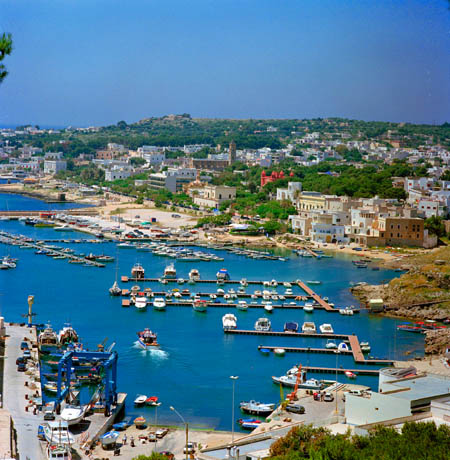
Castrignano del Capo Leuca